# Green Chemistry (Zeitschrift)
Green Chemistry, abgekürzt Green Chem., ist eine wissenschaftliche Fachzeitschrift, die von der Royal Society of Chemistry veröffentlicht wird. Derzeit erscheint die Zeitschrift mit 24 Ausgaben im Jahr. Es werden Artikel veröffentlicht, die sich mit der Forschung und Entwicklung von nachhaltigen alternativen Technologien in der Chemie beschäftigen.
Der Impact Factor lag im Jahr 2020 bei 10,182. Nach der Statistik des Web of Science wurde das Journal 2020 in der Kategorie Multidisziplinäre Chemie an 21. Stelle von 178 und in der Kategorie Grüne und nachhaltige Wissenschaft und Technologie an zweiter Stelle von 44 Zeitschriften geführt.